# Кбал Чхай
Кбал-Чхай (кхмер. រមណីយដ្ឋានទឹកធ្លាក់ក្បាលឆាយ) — водопад в Камбодже, расположенный в 7 км севернее от Кампонгсаома. Находится на реке Тыксап, впадающей в Сиамский залив.
До 1963 года являлся источником питьевой воды для Кампонгсаома, пока не стал лагерем для Красных Кхмеров. Позднее контроль над водопадом был возвращён правительству, а вода вновь используется для снабжения близлежащего города.
Является популярным местом отдыха у местного населения.

## Галерея

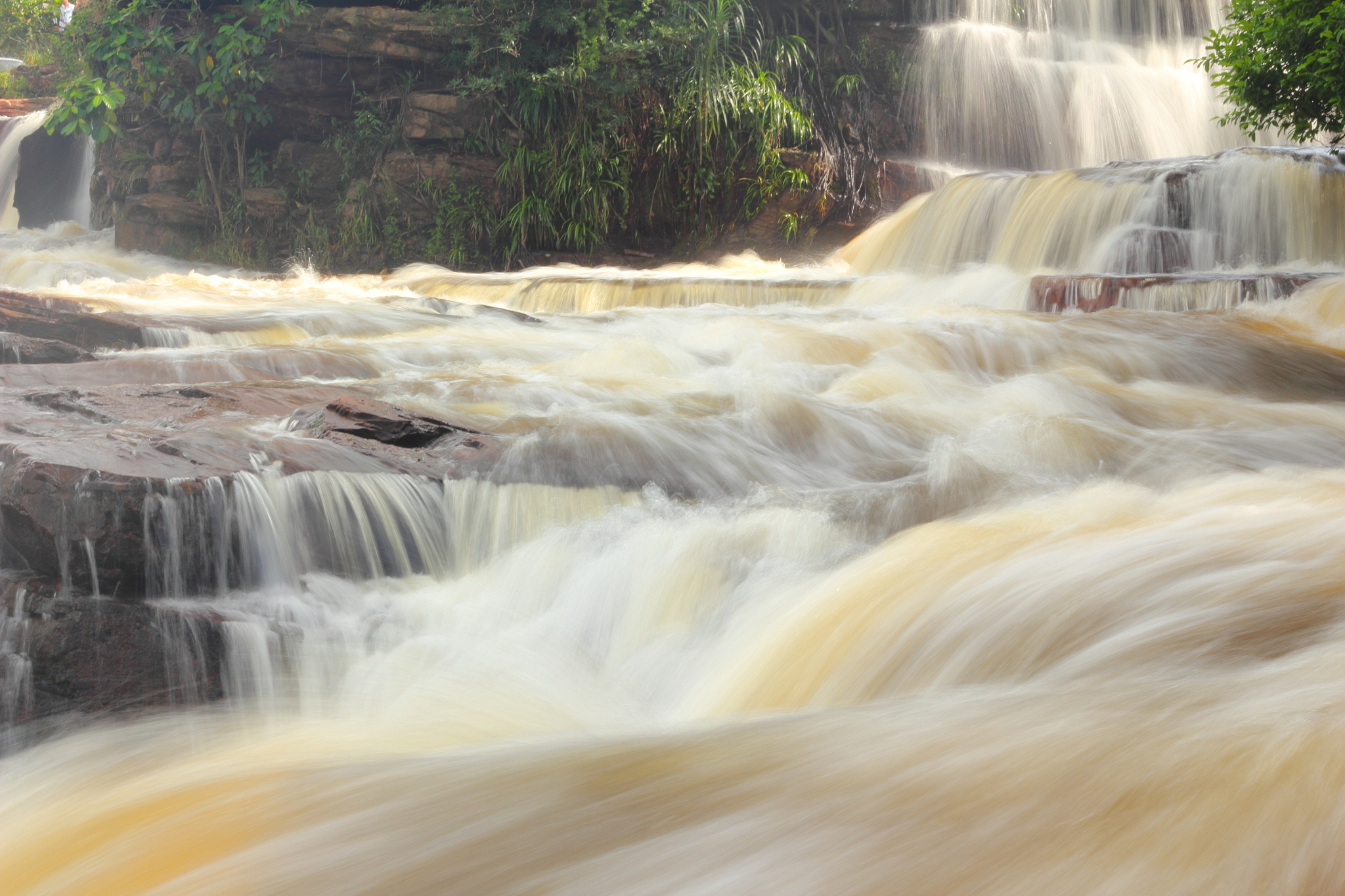
Потоки воды в сезон дождей
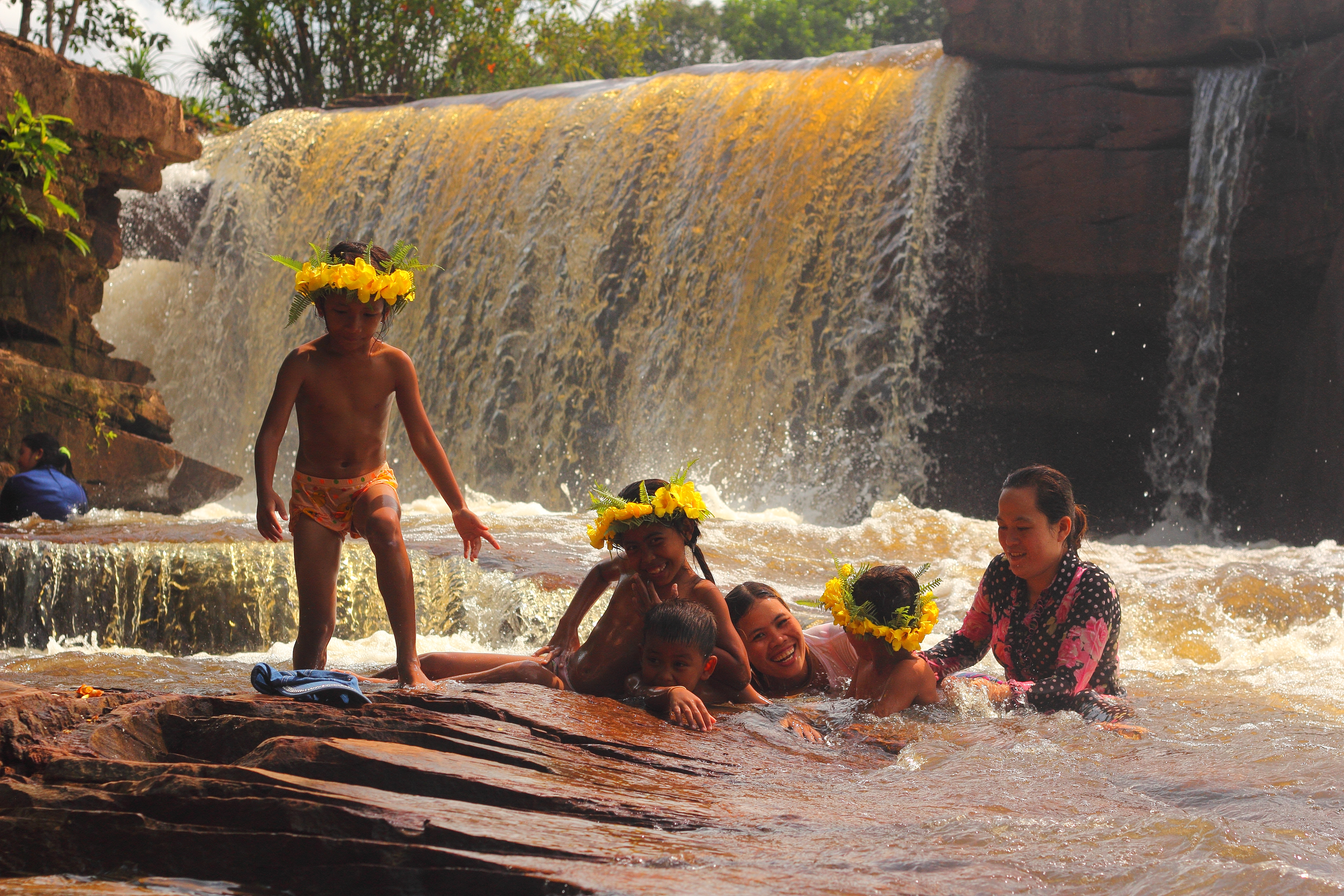
Кхмеры купаются в водах водопада
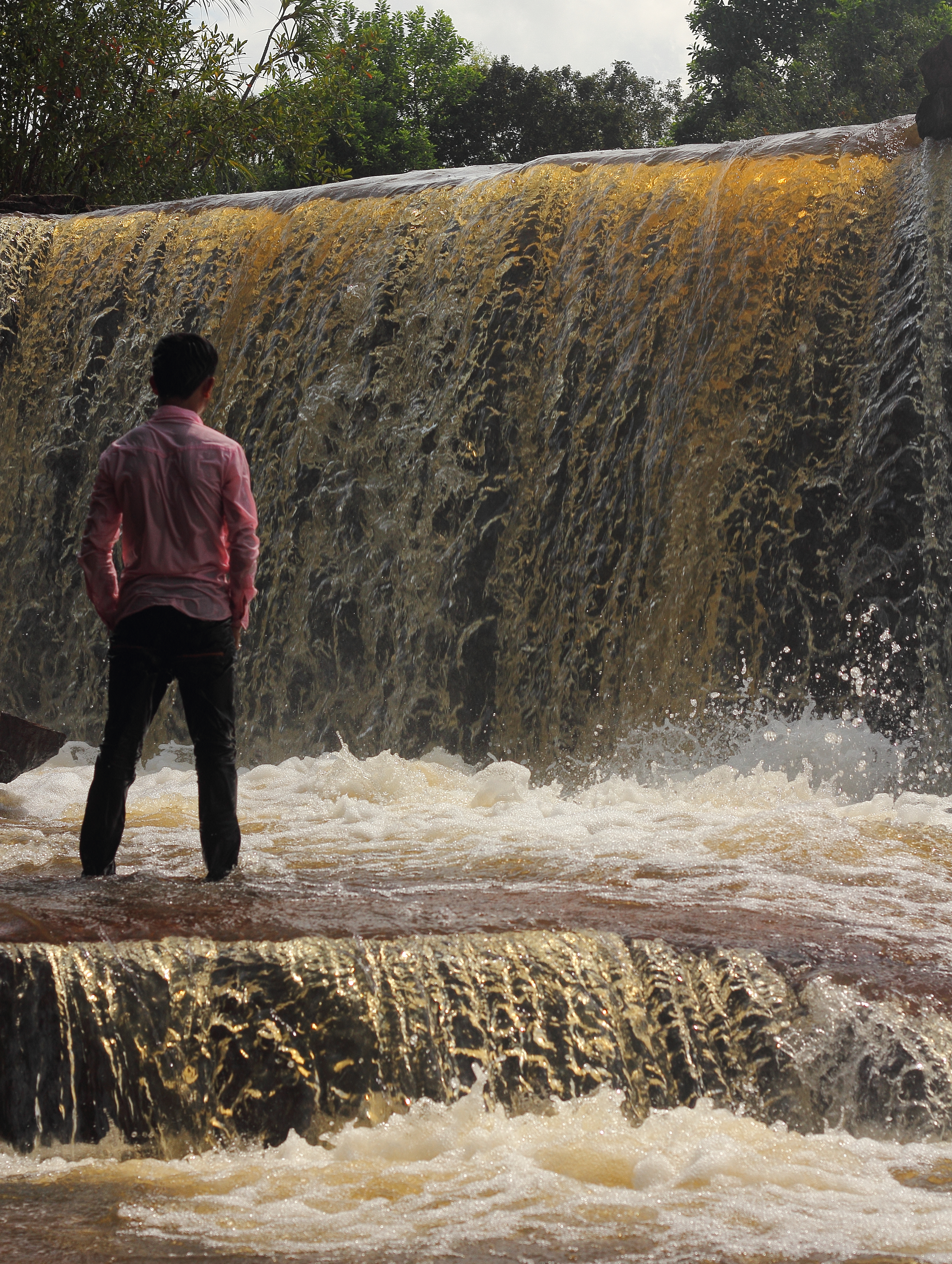
Около первого порога
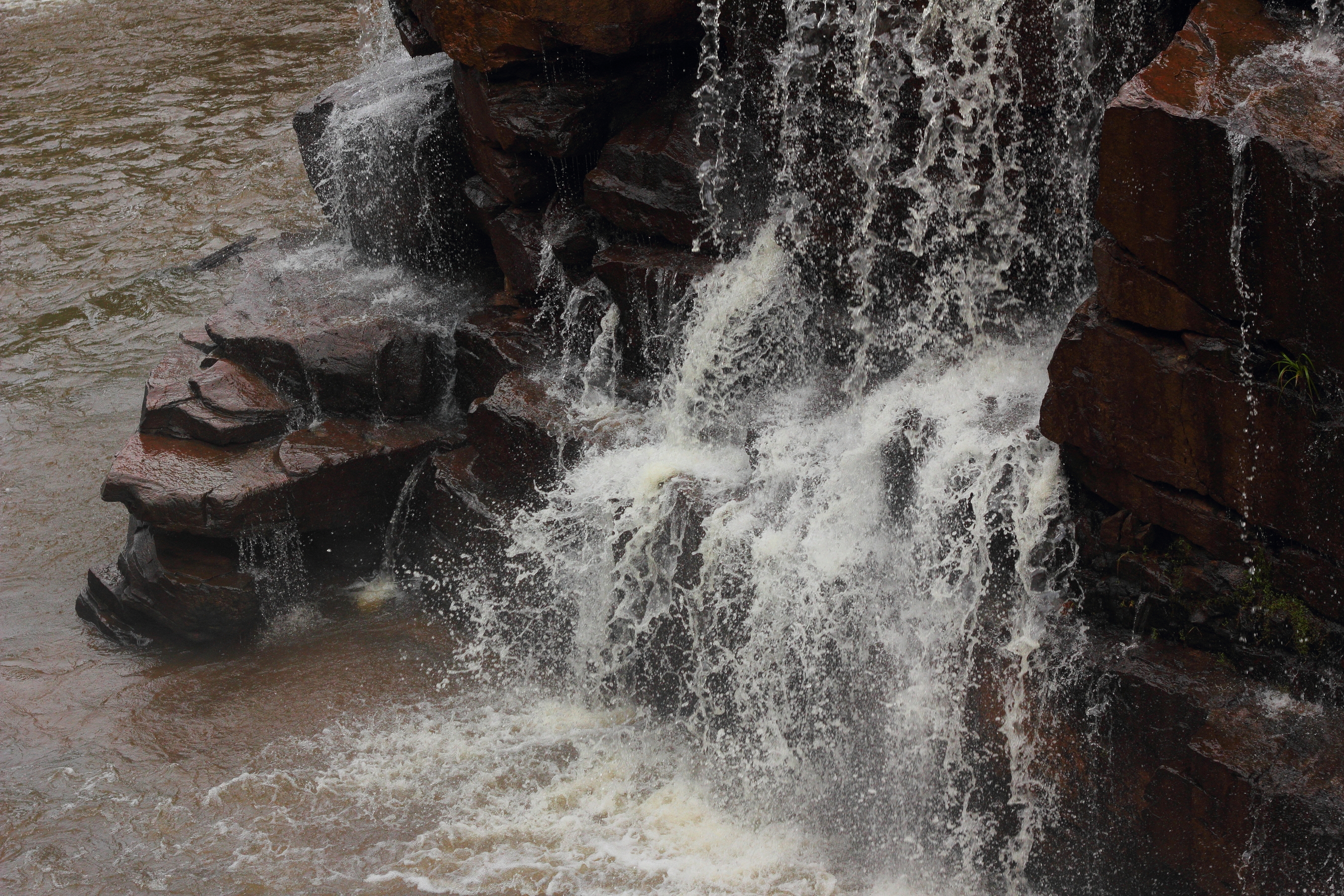
Кбал Чхай
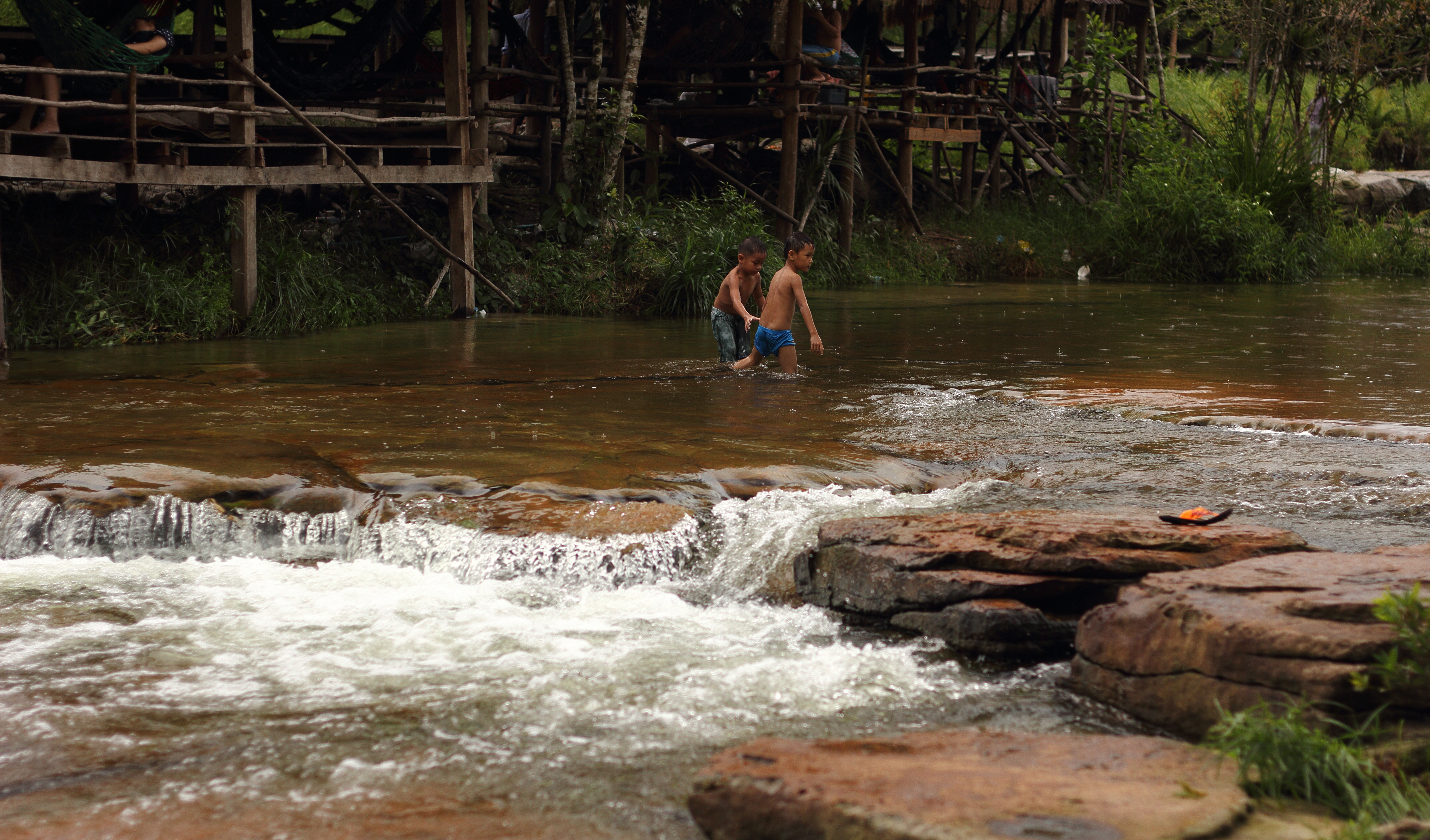
Кхмеры переходят около водопада вброд